# Lotte Vannieuwenborg
Lotte Vannieuwenborg (7 april 1987) is een Vlaamse actrice afkomstig uit Hofstade. Ze is vooral bekend van haar rol als Katrien Snackaert in de soapserie Thuis op de Vlaamse zender één. Verder speelde ze voornamelijk in toneelproducties. Ze speelde in 2010 ook een gastrol in de fictiereeks Goesting op één, in 2012 speelde ze een gastrol in Danni Lowinski. Sinds 2017 vertolkt Lotte de rol van Eva Vennens in Familie op VTM.
Ze volgde een opleiding aan het Lemmensinstituut in Leuven.